# Купол
Куполът е архитектурен елемент, наподобяващ кухата горна половина на сфера. Изработен от различни материали, той има дълга история, датираща още от праисторическо време. Подобно на дъгите и сводовете куполите дават възможност за покриване на сравнително големи отвори със зидани конструкции, поради което традиционно се използват широко при строителството на обществени сгради от Древността до днес.
Куполни елементи са били открити в древния Близък изток в малки скромни сгради и гробници. Строителството на първите истински куполи от съвременна техническа гледна точка в Европа започва по време на Римската архитектурна революция, когато те често са използвани от римляните, за да се оформят големи интериорни пространства на римските храмове и обществени сгради, като например Пантеона. Тази традиция продължава с неотслабваща сила след приемането на християнството във византийската религиозна и светска архитектура, което завършва с революционния купол тип корабно платно през VI век в църквата „Света София“.
Техниката за направа на преход от квадратна стая към кръгъл купол най-вероятно е изобретена от древните перси. Сасанидското царство започва изграждането на първите мащабни куполи в Персия в такива кралски сгради като Дворецът на Ардашир, Сарвестан и Галех Дохтар. С мюсюлманското завладяване на сасанидската империя, персийският архитектурен стил оказва голямо влияние върху мюсюлманските общества. Всъщност използването на куполи като функция на ислямската архитектура има своите корени в Персия.
Оригинална традиция за използване на множество куполи е разработена в църковната архитектура в Русия, която приема християнството от Византия. Руските куполи са често позлатени или боядисани в ярки цветове, като обикновено имат вътрешна и външна обвивка, направена от дърво или метал. Куполът с формата на лук става друга отличителна черта в руската архитектура, често в комбинация с палатковия покрив.
Куполите в Западна Европа стават популярна отново по време на Ренесанса, достигайки зенита си на популярност в началото на XVIII век при бароковата архитектура. По време на XIX век те се превръщат в отличителна черта на архитектурата. Изграждане на куполи в мюсюлманския свят достига своя връх през XVI – XVIII век, когато Отоманската, Сефевидската и Моголската империи използват възвишени куполи на техните религиозни сгради, за да създадат чувство на небесна трансцендентност.

## Характеристики
За купола може да се мисли като за арка, която се върти около централната вертикална ос. Така куполите, както и арките, имат голяма здравина на конструкцията, когато са правилно изградени и могат да се простират на големи отворени пространства без каквито и да са вътрешни опори. Конзолните куполи постигат формата си чрез изтегляне на всеки хоризонтален пласт от камъни малко по-навътре от предишните, и продължават така докато не се срещнат на върха. Те понякога са наричани „фалшиви куполи“. „Истинските куполи“ са оформени с подредени под ъгъл слоеве от вусоари (камъни, подобни на клин) които в крайна сметка са обърнати на 90 градуса на върха в сравнение с основата на купола.
Когато основата на купола не съвпада с плана на подпорните стени под него (например, кръгъл купол върху квадратна основа), различни техники използват за преход между двете. Най-простата техника е да се използва диагонален трегер по ъглите на стените, за да се създаде осмоъгълна база. Друга техника е да се използват специални арки по ъглите, за да могат да издържат по-голяма тежест. „Платната“ са триъгълни секции от сфера, използвани за преход от плоски повърхности на подпорни стени към кръгла основа на купола.
Куполите могат да бъдат разделени условно на два вида: прости и сложни в зависимост от използването на „платната“. В случай на прост купол, платната са част от една и съща сфера, като самия купол, обаче такива куполи са редки. В случай на сложни куполи, платната са част от повърхността на по-голяма сфера, отколкото на самия купол и образуват кръгова база за купол или барабан.
Барабаните са цилиндрични или многоъгълни стени, поддържащи купола, които може да съдържат прозорци.
Куполите са изграждани от голямо разнообразие от строителни материали в продължение на векове: от кал, камък, дърво, тухла, бетон, метал, стъкло и пластмаса.

## Видове куполи
| Наименование      | Снимка | Описание |
| ----------------- | ------ | --- |
| Купол-луковица    |        | Нарича се „Купол-луковица“, защото има изпъкнала форма, плавно заостряща се на върха, която много наподобява на луковица. Най-често такива куполи могат да се видят в Русия, Турция и Индия. Куполи с такава форма се използват обикновено в строителството на храмове на руската православна църква. Те имат по-голям диаметър от основата на която са поставени и като правило височината им надвишава ширината. |
| Овален купол      |        | Овалните куполи са част от архитектурата на барока. Самото название произхожда от латинската дума ovum, означаващо „яйце“. Най-често овалните куполи се свързват с имената на италианските архитекти Джовани Лоренцо Бернини и Франческо Боромини. Първият овален купол в стил барок е построен от Джакомо да Виньола за църквата Сант Андреа ин Вия Фламина (известна и като Сант Андреа дел Виньола) в Рим. Строителството е поръчано от папа Юлий III през 1552 г. и е завършено през 1553 г. Най-големият овален купол е построен във Викофорте от архитекта Франческо Гало. |
| Конзолен купол    |        | Конзолен или наречен още „Лъжлив купол“ е купол, известен още в Древен Египет. В отличие от истинския купол при него всички камъни лежат един над друг хоризонтално на слоеве, така че центърът на тежестта да не излиза извън вертикалната проекция на зидаря, т.е. изключва се рискът от разрушаване, ако се извади само един от камъните. Всеки следващ слой е леко изместен навътре в сравнение с предходния и поддържа конзолата, като на върха слоевете се събират точно в центъра. Пример за такъв купол е Съкровищницата на Атрей в Микена, Гърция.                      |
| Платноходен купол |        | Платноходен купол, „Купол с платна“ или още „Ветроходен купол“ се нарича най-често византийският тип купол. Този вид куполи представляват фактически „платна“, чиито основи не само образуват арка за поддържане на купола над него, но и се събират в центъра на пространството, така че самите те образуват купол. Такива куполи приличат на квадратно платно на кораб, закрепено в четирите ъгъла, което сякаш е духано от долу нагоре. |
| Полигонален купол |        | Хоризонталното сечение на полигоналните куполи представлява многоъгълник. Един от най-известните примери за такъв купол е осмоъгълният купол на събора Санта Мария дел Фиоре във Флоренция на Филипо Брунелески. Работата по купола започва през 1420 г. и завършва през 1436 г. Брунелески изгражда конструкцията без поддържащо скеле и заимства идеята за два купола един в друг, като единият поддържа другия, а тухлите на вътрешния купол се подреждат зигзагообразно, за да се застъпват и крепят. Използвани са 4 млн. тухли, тежащи около 1500 тона общо.               |
| Купол-чадър       |        | Куполът-чадър е разделен на сегементи с помощта на „ребра“, изхождащи от центъра към основата на купола. Материалът между ребрата е във формата на дъги, които предават вертикалното натоварване на ребрата. Централният купол на катедралата „Света София“ в Истанбул е построен по тази схема, което позволява на архитекта да разположи витражи между ребрата под купола. Главният купол на събора „Свети Петър“ във Ватикана също има такава форма. |
| Купол-чиния       |        | Този вид куполи обикновено не са високи и са под малък ъгъл. Обикновено височината им е много по-малка от ширината. Геометрически погледнато, хоризонталното им сечение представлява окръжност, а вертикалното – сектор от окръжност. Куполът-чиния е много по-нисък от останалите видове куполи. В наше време най-големите куполи са именно куполи-чинии. Те придобиват популярност през XVIII век и остават популярни до днес. |